# 卡拉曼省 (奧斯曼帝國)

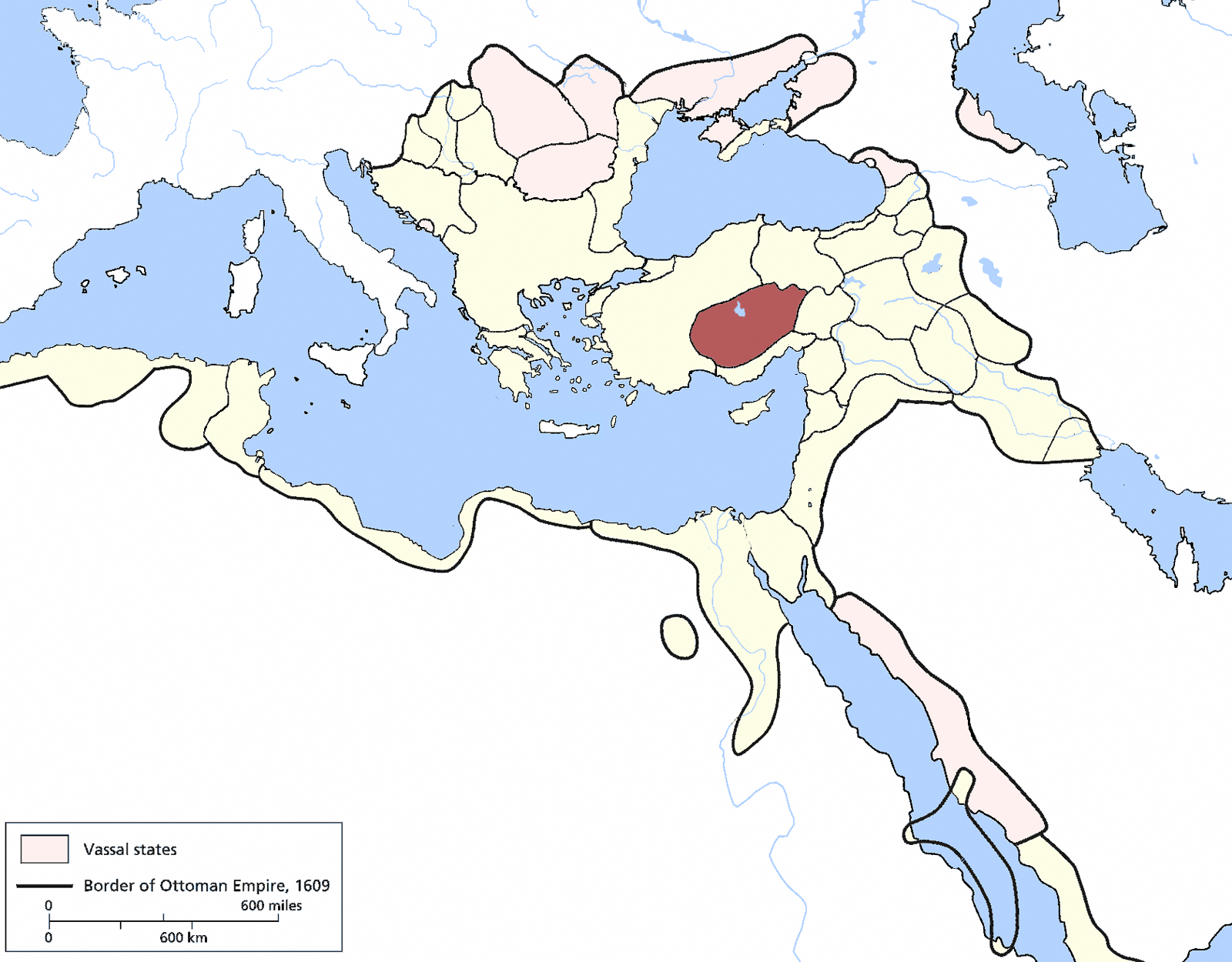
卡拉曼省

卡拉曼省，是奧斯曼帝國在安納托利亞的一個行省，在19世紀幅員30,463平方里（78,900公里）。
在1468年，卡拉曼侯國被奧斯曼帝國合併，蘇丹穆罕默德二世派皇子穆斯塔法擔任總督，駐在首府科尼亞。
在1700年至1740年，分為7個桑賈克。